# Sebastian Eriksson
Sebastian Eriksson (ur. 31 stycznia 1989 w Åsebro) – szwedzki piłkarz występujący na pozycji obrońcy. Od 2015 jest zawodnikiem klubu IFK Göteborg.

## Kariera klubowa
Eriksson zawodową karierę rozpoczynał w 2008 roku w klubie IFK Göteborg. W Allsvenskan zadebiutował 6 kwietnia 2008 roku w wygranym 4:1 meczu z Örebro SK. 19 lipca 2008 roku w wygranym 3:0 spotkaniu z Gefle strzelił pierwszego gola w trakcie gry w Allsvenskan. W tym samym roku zdobył z zespołem Puchar Szwecji. W 2009 roku wywalczył z klubem wicemistrzostwo Szwecji, a także wystąpił z nim w finale Pucharu Szwecji, w którym Göteborg przegrał 0:2 z AIK Fotboll. W latach 2011–2015 grał w Cagliari Calcio. Następnie wrócił do IFK.

## Kariera reprezentacyjna
W reprezentacji Szwecji Eriksson zadebiutował 20 stycznia 2010 roku w wygranym 1:0 towarzyskim meczu z Omanem.